# 데이브 폴리
데이브 폴리(Dave Foley, 1963년 1월 4일 ~ )는 캐나다의 배우 및 희극인이다.

## 출연 작품
- 가을의 전설
- 블래스트